# Протомицес крупноспоровый
Протомицес крупноспоровый (лат. Protomyces macrosporus) — вид грибов из семейства Протомициевые (Protomycetaceae), паразитирует на многих растениях из семейства Зонтичные (Apiaceae). Вызывает появление галлов (галловая болезнь, или бородавчатость), поражает стебли, черешки и листья, реже плоды. Широко распространён в мире, в некоторых регионах может сильно вредить сельскому хозяйству.

## Морфология

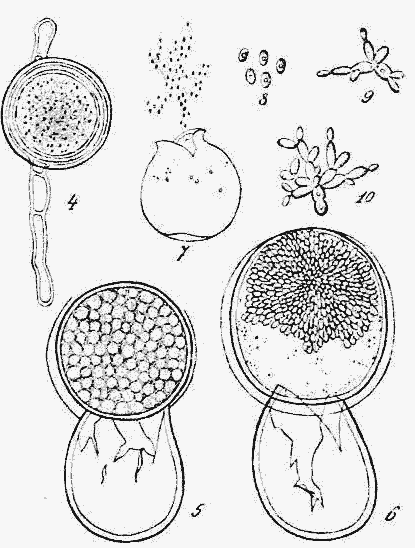
Мицелий и аскогенная клетка (4), формирование синаска и созревание аскоспор (5—6), освобождение аскоспор (7). Рисунок Р. Веттштейна по А. Де Бари из книги Handbuch der Systematischen Botanik (1924)

Симптомы поражения органов растений см. в разделе Вызываемое заболевание.
Мицелий развивается между клетками галлов.
Аскогенные клетки (см. Протомициевые#Морфология) гладкие, светло-жёлтые или буроватые, шаровидные диаметром 50—70(80) мкм или эллипсоидной формы размерами 40—80×35—60 мкм, иногда многогранные, покрыты оболочкой толщиной 1,5—5(6) мкм. Оболочки аскогенных клеток состоят из толстой окрашенной наружной части — экзоспория и двух тонких внутренних оболочек — мезоспория и эндоспория. Синаски (см. Протомициевые#Морфология) бесцветные, варьируют по размерам.
Аскоспоры эллипсоидные, размерами 4,5×3 мкм, тонкостенные, почкуются.
Развитие гриба в умеренном климате Северного полушария происходит в апреле — октябре.

## Разновидности
Г. фон Бюреном [G. von Büren] в 1922 году описан ряд форм, специализирующихся на различных хозяевах:
- Protomyces macrosporus f.sp. aegopodii (на сныти);
- Protomyces macrosporus f.sp. carvi (на тмине);
- Protomyces macrosporus f.sp. cerefolii;
- Protomyces macrosporus f.sp. chaerophylli (на бутене);
- Protomyces macrosporus f.sp. cicutariae (на цикуте);
- Protomyces macrosporus f.sp. heraclei (на борщевике);
- Protomyces macrosporus f.sp. laserpitii (на гладыше);
- Protomyces macrosporus f.sp. ligustici (на Ligusticum)[4].

А. Блютт считал разновидность с более мелкими спорами, поражающую тмин, самостоятельным видом Protomyces carvi.

## Распространение и хозяева
Протомицес крупноспоровый впервые описан в Австрии на сныти обыкновенной (Aegopodium podagraria). Он повсеместно встречается в Европе, также распространён в Южной и Средней Азии, Казахстане, Восточной Сибири и на Дальнем Востоке; вне Евразии известен в Северной Америке, Северной Африке (Алжир) и Австралии.
Поражает более 20 родов зонтичных, в том числе:
- Aegopodium — Сныть
- Angelica — Дудник
- Anthriscus — Купырь
- Apium — Сельдерей
- Berula — Поручейничек
- Carum — Тмин
- Chaerophyllum — Бутень
- Cicuta — Цикута
- Conopodium
- Coriandrum — Кориандр
- Daucus — Морковь
- Heracleum — Борщевик
- Kitagawia — Китагавия
- Ligusticum
- Oenanthe — Омежник
- Pachypleurum — Толстореберник
- Pastinaca — Пастернак
- Peucedanum — Горичник
- Pimpinella — Бедренец
- Sium — Поручейник
- Tilingia — Тилингия
- Torilis — Пупырник

В России протомицес крупноспоровый обнаружен в Европейской части на сныти обыкновенной, дягиле лекарственном (Angelica archangelica) и толсторебернике альпийском (Pachypleurum alpinum), в Восточной Сибири на китагавии байкальской (Kitagawia baicalensis) и на Камчатке на тилингии аянской (Tilingia ajanensis).

## Вызываемое заболевание
На поражённых органах растения образуются мозолевидные или пузыревидные галлы размерами 1—5(11) мм, вначале прозрачные, бесцветные или желтоватые, затем буреют. Они расположены рассеянно или скученно, на листьях могут располагаться вдоль жилок, гребневидно. Внутри галлы заполняются аскогенными клетками (хламидоспорами) гриба, которые при созревании лежат свободно.
Особую опасность представляет галловая болезнь стеблей и плодов кориандра, распространённая в Индии. В отдельные годы болезнь может уничтожать до 90 % урожая. У кориандра протомицес крупноспоровый вызывает гипертрофию плодов (тканей перикарпа) и полностью подавляет развитие зародыша в поражённом плоде. В 1980-х годах индийскими исследователями разработана система защитных мероприятий против галловой болезни кориандра.